# Église Saint-Pierre d'Allonne
Pour les articles homonymes, voir Église Saint-Pierre.
L'église Saint-Pierre est une église catholique située à Allonne, en France.

## Localisation
L'église est située dans le département français des Deux-Sèvres, sur la commune d'Allonne au 4 rue des Genêts,.

## Historique
Édifié par les moines de l'abbaye de Parthenay du XIIe au XIVe siècle, le monument est de style roman et angevin.
L'édifice est classé au titre des monuments historiques le 19 mars 1990.

## Description de l'église

### Plan général de l'église
L'édifice suit le plan typique d'une église à nef unique, comportant un vaisseau sans collatéraux, bas-côtés ou supports intérieurs.
Le clocher est relativement central et de section octogonale.
Une annexe est présente au nord du prolongement de la nef, et correspond à la sacristie. Cette annexe, construite au XIXe siècle, est plus récente que le reste de l'édifice de l'église. À ce titre, elle ne fait pas partie de l'ensemble classé au titre des monuments historiques.

### Extérieur
Le portail, situé à l'extrémité ouest de la nef, est avancé par un portique du reste de la nef. Il est accessible via un escalier à l'angle de la rue des Genêts et de la rue du Prieuré.
Les façades nord et sud possèdent quatre contreforts du côté de la nef, un contrefort central et trois autres du côté du prolongement de la nef.
Le style roman et angevin se remarque notamment par une surélévation des murs de la nef en un chemin de ronde, visible de l'extérieur par la présence de meurtrières et de petites fenêtres sur les façades nord et sud de l'édifice.
Le toit est en tuile canal de terre cuite.
On peut voir une horloge situé en haut du contrefort central sur la façade sud de l'église.
La façade nord possède trois vitraux et est surmontée d'une croix.

### Intérieur
Sont visibles à l'intérieur de l'église quatre travées dans la nef, une sous le clocher et deux travées dans le chœur.
Cinq statues en plâtre moulé polychrome représentent une Vierge à l'enfant, un Joseph à l'enfant, saint Barthélémy, sainte Germaine ainsi que le Sacré-Cœur de Jésus.
Le portail au niveau de la nef est surmonté de deux vitraux représentant des mosaïques.
Dans le chœur, les trois vitraux principaux représentent à gauche du chevet Saint-Pierre-aux-Liens, en son centre le Sacré-Cœur et à sa droite sainte Radegonde.
Il est également possible d'y distinguer une plate-tombe ornée d'une épée.